# بیرکنفلد (بایرن)
بیرکنفلد (به آلمانی: Birkenfeld) یک شهر در آلمان است که در ماین-اشپسارت واقع شده‌است.